# Schriever
Schriever és una població dels Estats Units a l'estat de Louisiana. Segons el cens del 2000 tenia 5.880 habitants.

## Demografia
Segons el cens del 2000, Schriever tenia 5.880 habitants, 2.000 habitatges, i 1.581 famílies. La densitat de població era de 158 habitants/km².
Dels 2.000 habitatges en un 41,9% hi vivien nens de menys de 18 anys, en un 61% hi vivien parelles casades, en un 14,1% dones solteres, i en un 20,9% no eren unitats familiars. En el 16,1% dels habitatges hi vivien persones soles el 6% de les quals corresponia a persones de 65 anys o més que vivien soles. El nombre mitjà de persones vivint en cada habitatge era de 2,94 i el nombre mitjà de persones que vivien en cada família era de 3,29.
Per edats la població es repartia de la següent manera: un 29,6% tenia menys de 18 anys, un 11,4% entre 18 i 24, un 30,6% entre 25 i 44, un 20,4% de 45 a 60 i un 8% 65 anys o més.
L'edat mediana era de 32 anys. Per cada 100 dones de 18 o més anys hi havia 93,6 homes.
La renda mediana per habitatge era de 38.884 $ i la renda mediana per família de 42.982 $. Els homes tenien una renda mediana de 33.338 $ mentre que les dones 21.477 $. La renda per capita de la població era de 14.449 $. Entorn del 10% de les famílies i el 12,8% de la població estaven per davall del llindar de pobresa.

## Poblacions més properes
El següent diagrama mostra les poblacions més properes.